# Nazionale maschile di hockey su ghiaccio della Serbia
La nazionale di hockey su ghiaccio della Serbia (Репрезентација Србије у хокеју на леду) è controllata dalla Federazione serba di hockey su ghiaccio ed è allenata dal canadese Petar Petrovic.